# Wilhelm Sebastian von Belling
Pour les articles homonymes, voir Belling.
Wilhelm Sebastian von Belling (Né le 15 février 1719 à Paulsdorf, Duché de Prusse, mort le 28 novembre 1779 à Słupsk Poméranie) était un général prussien et l'un des meilleurs hussards de Frédéric le Grand.

## Famille
Issu de la famille noble von Belling (de), il est le fils du lieutenant-colonel Johann Abraham von Belling (mort en 1755) et de Katharina von Kospoth (de). Wilhelm Sebastian est le petit-fils du major général brandebourgeois Johann Georg von Belling, tombé en 1689 lors de l'assaut de Bonn.
Il est marié depuis 1747 à Katharina Elisabeth von Grabow (de) de la maison Woosten (morte en 1774). Le couple a les enfants suivants :
- Karl (1748-1846)
- Anna Dorothea (1747-1818) mariée avec Friedrich von Goeckingk (1738-1813), général de hussards prussien
- Friedrich Wilhelm Ferdinand Ludwig (légitimé en 1777)